# Værøya
Værøya (eller Værøy) är den största ön i Værøy kommun i ögruppen Lofoten i Nordland fylke i norra Norge. Den ligger mellan Moskenesøya i nordöst och Røst i sydväst. Ön är stenig med branta bergssidor och vassa kanter, samt några flackare områden i sydöst. Högsta punkten på ön är fjället Nordlandsnupen (449 meter över havet) i nordöst. På den sydvästra delen av ön ligger Måstadfjellets landskapsskyddsområde med djurskydd (sjöfåglar).
Værøya har en yta på 15,7 kvadratkilometer, vilket utgör 89 procent av kommunens yta och hela kommunens befolkning. Av öns befolkning bor fyra procent på den norra delen av ön medan 96 procent bor på den södra delen (2020). Kommunens centralort och enda tätort är Sørland som ligger på den sydöstra delen av ön.

## Bilder

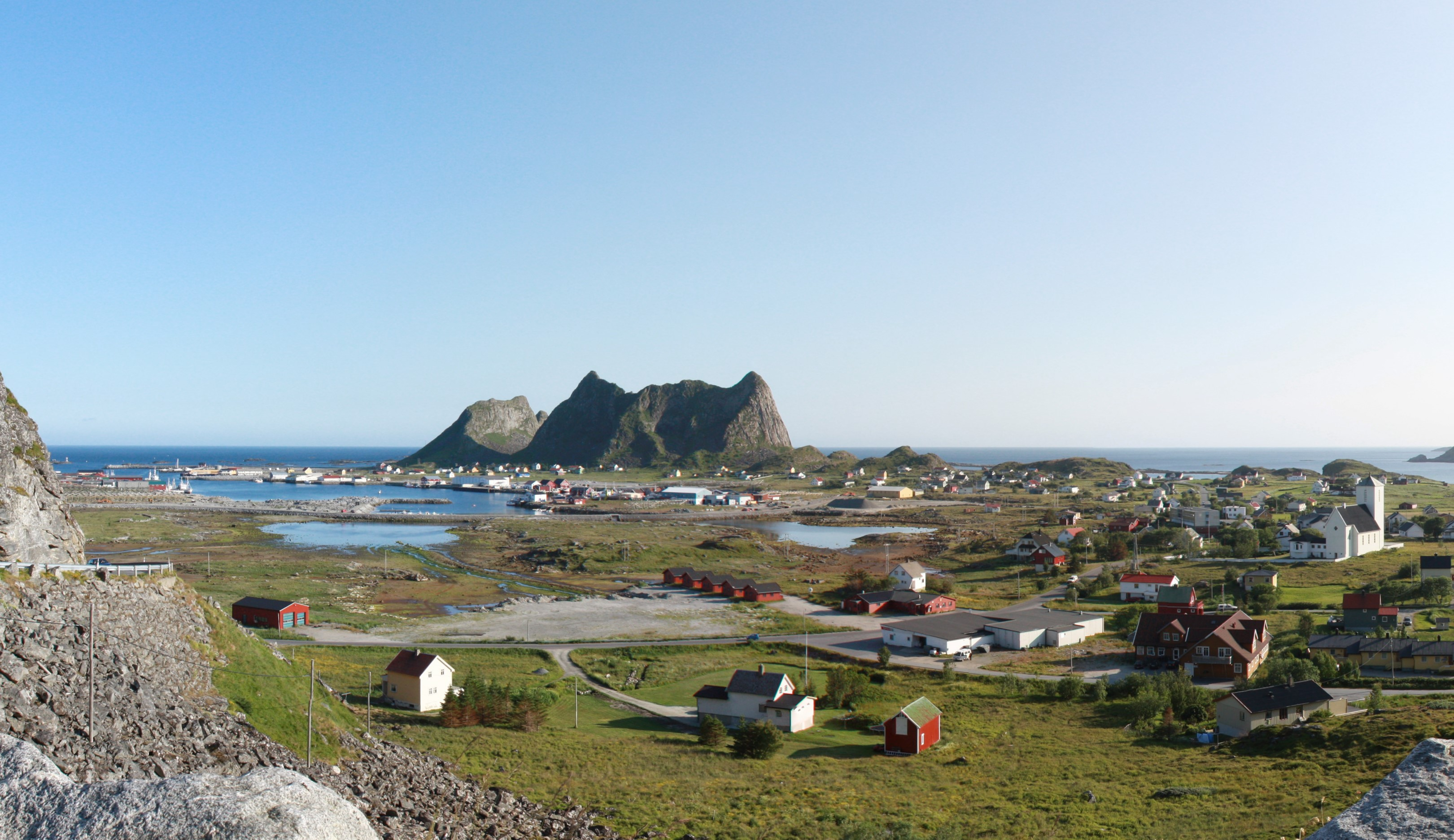
Sørland.
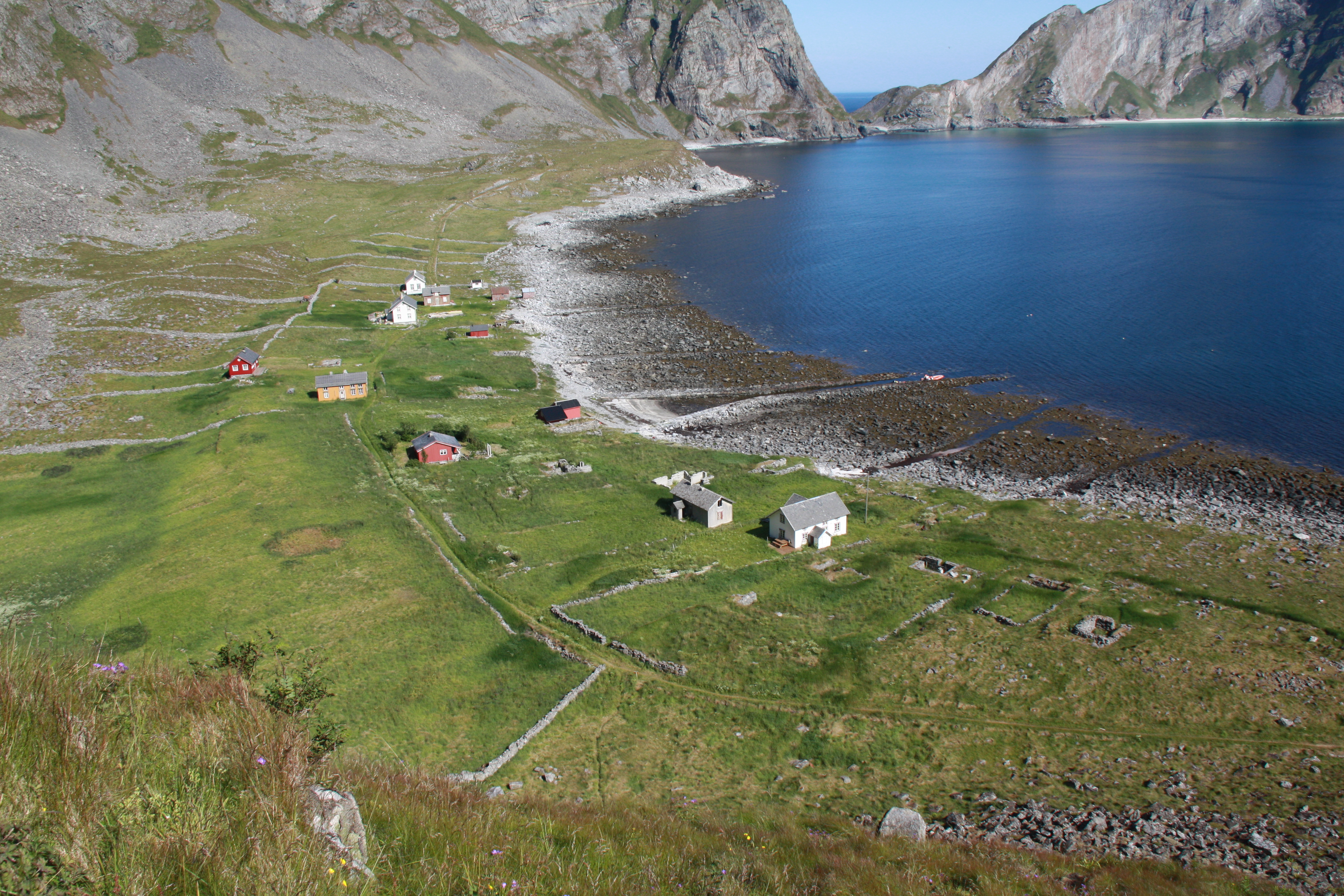
Måstad.
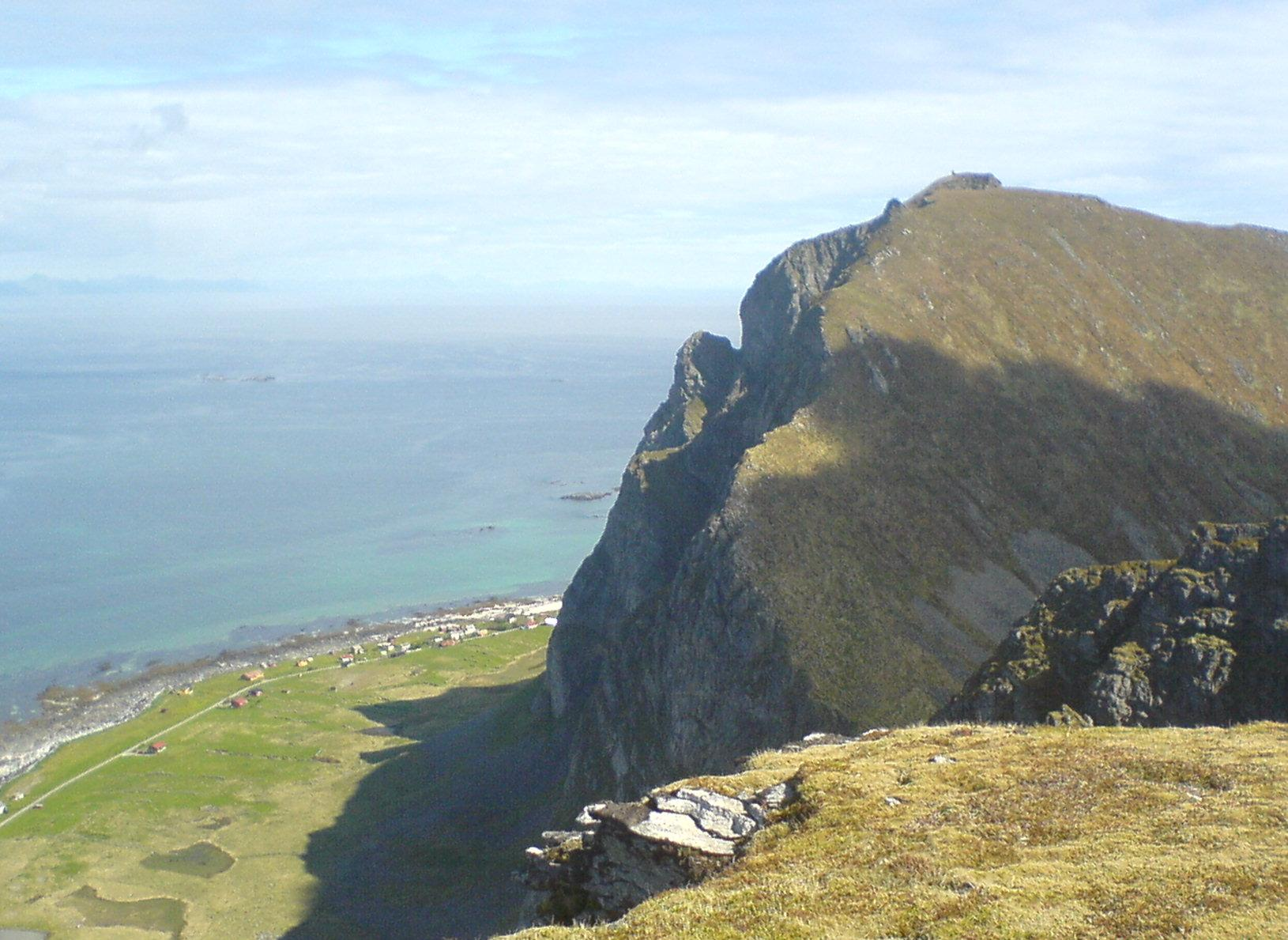
Nordlandsnupen (449 m ö.h.).
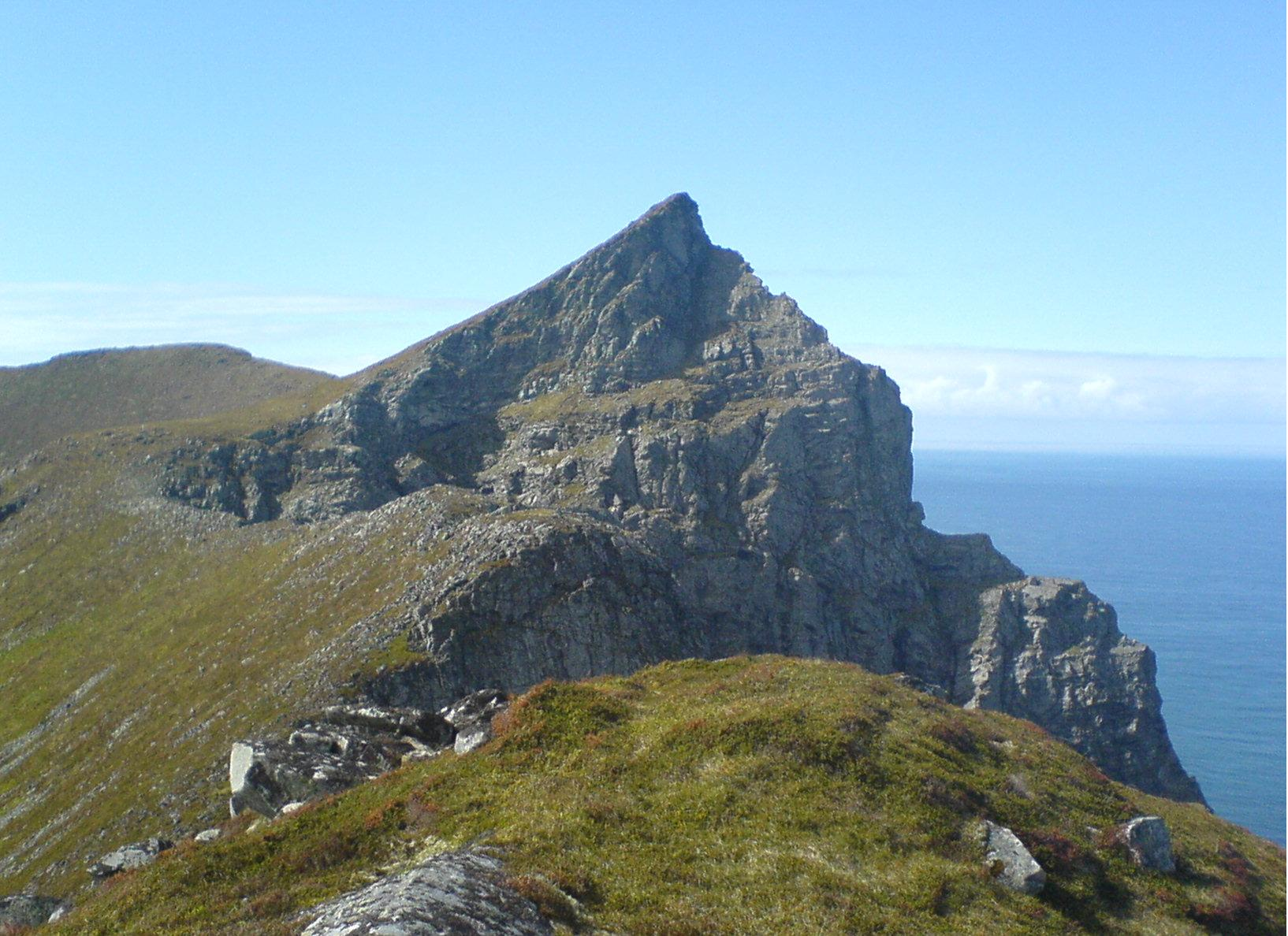
Hornet (346 m ö.h.).
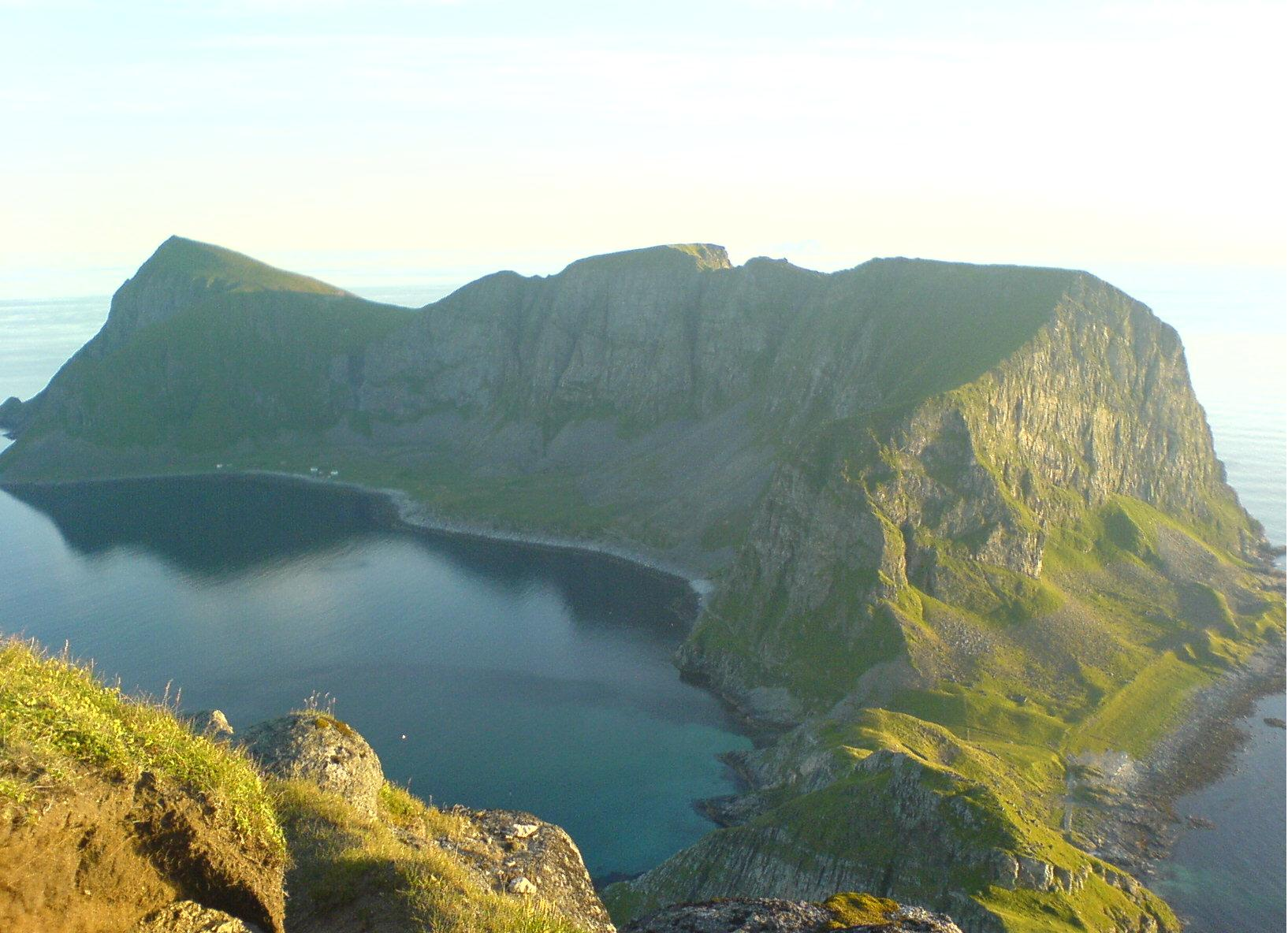
Måstadfjellet (t.h., 388 m ö.h.) och Måhornet (t.v., 439 m ö.h.) på Måstadhalvön.